# Ulla Vejby
Ulla Vejby Kristensen (* 15. Juni 1984 in Klovborg) ist eine dänische Schauspielerin.

## Leben und Karriere
Vejby wurde am 15. Juni 1984 in Klovborg geboren. Sie besuchte Tørring Gymnasium. Von 2008 bis 2012 studierte sie an der Aarhus Theater.
Ihr Debüt gab sie 2013 in der Fernsehserie Badehotellet. Anschließend spielte sie 2016 in dem Film Erlösung mit.  Außerdem trat sie 2017 in Aldrig mere i morgen auf. Unter anderem bekam sie 2019 eine Rolle in der Serie Tinka und die Königsspiele. 2020 setzte Vejby ihre Karriere in Julefeber fort.
Vejby ist mit Michael Lysgaard verheiratet, mit dem sie zwei Kinder hat.

## Filmografie
Filme
- 2014: Baby
- 2016: Erlösung (Flaskepost fra P)
- 2017: Aldrig mere i morgen

Serien
- 2013: Badehotellet
- seit 2018: Sygeplejeskolen
- 2019: Tinka und die Königsspiele (Tinka og kongespillet)
- 2020: Julefeber
- 2021: Panik